# أرت كيمبل
أرت كيمبل (بالإنجليزية: Art Kimball)‏ هو سياسي أمريكي، ولد في 19 أغسطس 1941، وتوفي في 8 أبريل 2014 في سولت ليك في الولايات المتحدة. حزبياً، نشط في الحزب الديمقراطي.